# Geheime Marcusevangelie
Het Geheime Marcusevangelie zou een meer uitgebreide versie zijn van het bekende Evangelie volgens Marcus.
De Amerikaanse onderzoeker Morton Smith claimde in 1958 in het klooster van Mar Saba nabij Jeruzalem een brief van Clemens van Alexandrië ontdekt te hebben waarin twee passages worden weergegeven uit het Geheime Marcusevangelie. Deze brief, de "Mar Saba"-brief, was met de hand geschreven op de lege bladzijden van een in 1646 gedrukte uitgave van Isaac Vossius van de brieven van Ignatius van Antiochië. Het handschrift leek typisch voor de achttiende eeuw. 
Volgens de brief waren er verschillende versies van het evangelie van Marcus.  In de brief wordt gesteld dat Marcus na de martelaarsdood van  Petrus in Rome naar Alexandrië was gereisd. Marcus zou daar de tekst van zijn reeds geschreven evangelie uitgebreid hebben. De kortere versie, bedoeld voor catechumenen is de later in het Nieuwe Testament opgenomen versie; de  meer uitgebreide versie bevatte stof die alleen voor ingewijden toegankelijk werd geacht en werd aan de kerk van Alexandrië geschonken.
De brief is gericht aan een zekere Theodoret. Het eerste deel van het fragment is een zeer polemische tekst tegen Carpocrates en zijn volgelingen. Het vervolgt met de opmerking dat een priester in Alexandrië door Carpocrates gedwongen zou zijn hem een kopie te geven van de langere versie van het evangelie. Carpocrates zou de tekst van deze versie gewijzigd hebben en vervolgens gebruikt hebben als de basis voor zijn opvattingen. 
In de brief citeert Clemens twee passages uit de originele langere versie van het evangelie. De langste passage beschrijft de herrijzenis van een jonge man uit een graf en zijn dan volgende inwijding door Jezus in het mysterie van Gods koninkrijk. In de tweede – kortere – passage weigert Jezus drie vrouwen te ontmoeten. 
In 1973 publiceerde Smith  twee boeken. Het eerste Clement of Alexandria and a Secret Gospel of Mark was een wetenschappelijke uitgave dat naast de tekst van de brief ook door Smith zelf gemaakte foto’s van de brief bevatte. Smith gaf hierin ook een uitvoerige interpretatie van het geheime evangelie. Het tweede The Secret Gospel:The Discovery & Interpretation of the Secret Gospel According to Mark was een meer populaire  uitgave en bedoeld voor een breder publiek.  In die boeken werd Jezus beschreven als een magiër die een homoseksueel inwijdingsritueel uitvoert die de herrezen en in te wijden jonge man bevrijdt van de beperkingen van de Mozaïsche wet. De groeiende orthodoxie in de kerk zou de verspreiding van de lange versie van het evangelie zijn tegengegaan en daarin ook zijn geslaagd.  In 1978 publiceerde Smith Jesus the Magician: Charlatan or Son of God?. 
In het debat dat vanaf 1973 volgde hebben in vooral de eerste decennia na 1973 een aantal auteurs op het vakgebied de authenticiteit van de brief en een mogelijk bestaan van een geheim evangelie van Marcus geaccepteerd. De interpretatie die Smith aan de passage in de brief gaf werd door vrijwel geen enkele auteur gedeeld. Smith zelf overleed in 1991. De brief zelf is sinds in ieder geval 1990 zoek na een verhuizing naar een ander archief. 
Vanaf het begin waren er echter ook auteurs die de authenticiteit van de brief verwierpen en die als een vervalsing uit de twintigste eeuw zagen. Een aanzienlijk deel van het vakgebied is in de eenentwintigste eeuw van opvatting dat het om een door Smith bedachte hoax handelt. 